# Jacques Marie Perret
Pour les articles homonymes, voir Perret.
Jacques Marie Perret est un homme politique français né le 1er août 1815 à Paris et décédé le 3 mars 1877 à Paris.
Avocat à Paris en 1838, il est maire du 8e arrondissement de Paris en 1849 et député de la Seine de 1852 à 1857, siégeant dans la majorité, mais manifestant une certaine indépendance.

## Sources
- « Jacques Marie Perret », dans Adolphe Robert et Gaston Cougny, Dictionnaire des parlementaires français, Edgar Bourloton, 1889-1891 [détail de l’édition]